# Petar Radaković
Petar „Pero“ Radaković (serbisch-kyrillisch Петар Радаковић, * 22. Februar 1937 in Rijeka; † 1. November 1966 ebenda) war ein jugoslawischer Fußballspieler. Er spielte ausschließlich für den NK Rijeka und gilt bis heute als einer der besten Spieler des Vereins.

## Karriere

### Vereine
Radaković trat dem in seinem Geburtsort ansässigen Verein NK Rijeka – der bis 1954 noch NK Kvarner hieß – im Alter von 15 Jahren bei. Mit ärztlicher Genehmigung wurde er mit 17 Jahren Spieler der ersten Mannschaft, für die er am 13. August 1954 in einem Pokalspiel gegen Lokomotiva Zagreb sein Pflichtspieldebüt gab und dieses mit einem Tor beim 5:1-Sieg krönte.
In der Saison 1956/57 spielte er in der 3., 1957/58 in der 2. und von 1958 bis 1966 durchgängig in der 1. Jugoslawischen Liga. Während seiner Vereinszugehörigkeit erzielte er in 208 Punktspielen 27 Tore, sowie acht in 32 Pokalspielen; einen Titel gewann er nie, doch mit dem vierten Platz am Ende der Meisterschaft 1965 gehörte er zur besten kroatischen Mannschaft. In der Folgesaison wurde die Saison erneut als Viertplatzierter abgeschlossen, doch Dinamo Zagreb war um zwei Plätze besser.
Auf europäischer Vereinsebene kam er im 1955 wiederbelebten Wettbewerb um den Mitropapokal in den beiden Spielen der Gruppe 1 am 3. und 10. Juli 1960 bei den 3:1- und 1:0-Siegen über den FC Bologna zum Einsatz – jedoch als Leihspieler für Hajduk Split. Bei der 2. Ausspielung um den International Football Cup, auch als Rappan-Pokal geläufig, kam er im Hinspiel beim 2:1-Sieg über Rot-Weiß Oberhausen in der Gruppe B3 am 1. Juli und in den beiden Viertelfinalbegegnungen gegen den Pécsi Mecsek FC am 29. August und 12. September 1962 zum Einsatz. Seine letzten beiden Spiele in diesem Wettbewerb bestritt er am 20. Juni 1965 beim 1:0-Sieg bei Szombierki Bytom und am 27. Juni 1965 bei der 1:3-Niederlage gegen den SC Motor Jena in der Gruppe B1.

### Nationalmannschaft
In den Jahren 1960 und 1961 bestritt er jeweils ein Länderspiel für die B-Nationalmannschaft, bevor er in einem Zeitraum von vier Jahren 19 Länderspiele für die A-Nationalmannschaft bestritt. In dieser debütierte er am 18. Juni 1961 im Stadion JNA beim 3:2-Sieg über die Nationalmannschaft Marokkos mit Einwechslung für Željko Perušić zur zweiten Halbzeit. Im November und Dezember desselben Jahres reihten sich noch zwei und drei weitere Freundschaftsländerspiele an. Jeweils zwei weitere bestritt er in den Jahren 1962 und 1963. Davor bestritt er die beiden Ausscheidungsspiele gegen den asiatischen Vertreter aus Südkorea um die Teilnahme an der Weltmeisterschaft 1962. Beim 5:1-Sieg im Hinspiel am 8. Oktober 1961 in Belgrad gelang ihm mit dem Treffer zum 3:0 in der 65. Minute sein erstes von insgesamt drei Länderspieltoren. Mit dem 3:1-Sieg im Rückspiel am 26. November 1961 in Seoul war er mit seiner Mannschaft in Chile vertreten. Er bestritt das zweite und dritte Spiel der Gruppe A gegen die Nationalmannschaften Uruguays und Kolumbiens, bevor er mit seiner Mannschaft im Viertelfinale auf die Nationalmannschaft Deutschlands traf. Am 10. Juni 1962 wurde diese vor 63.324 Zuschauern im Estadio Nacional de Chile mit 1:0 bezwungen – durch sein Tor in der 85. Minute. Es war nicht nur schön, sondern wurde auch zu einer Anthologie; er erzielte es mit einem Verband um den Kopf, weil er sich zu Beginn am Kopf verletzt hatte und das Spielfeld nicht verlassen wollte, zudem war es der erste Sieg über eine westdeutsche Mannschaft bei einer Weltmeisterschaft. Das anschließende am 13. Juni 1962 in Viña del Mar gegen die Nationalmannschaft der ČSSR ausgetragene Halbfinale wurde mit 1:3 verloren, wie auch sein fünftes und letztes Turnierspiel mit 0:1 gegen die Nationalmannschaft Chiles. Mit dem 3:2-Sieg über die Nationalmannschaft Belgiens am 4. November 1962 im Hinspiel der Qualifikationsvorrunde für die Europameisterschaft 1964 und der 2:3-Niederlage gegen die Nationalmannschaft Österreichs am 27. September 1964 in Wien, bestritt er seine letzten beiden Länderspiele. Radaković war gemeinsam mit Vladimir Lukarić der erste Rijeka-Nationalspieler und der erste Spieler aus Rijeka, der an einer Weltmeisterschaft teilgenommen hatte.

## Erfolge
- Vierter Weltmeisterschaft 1962
- Vierter Meisterschaft 1965 (beste kroatische Mannschaft)
- Aufstieg in die 1. Jugoslawische Liga 1958
- Aufstieg in die 2. Jugoslawische Liga 1957

## Sonstiges
- Radaković zeichnete sich besonders als exzellenter Techniker, toller Dribbler und Spielplaner mit guter Auffassung aus; 1962 wurde er zum besten Athleten der Stadt Rijeka ernannt.
- Er erlitt während einer Trainingseinheit am 1. November 1966 einen Myokardinfarkt und verstarb auf dem Weg ins Krankenhaus an den Folgen.
- In Erinnerung an die Vereinslegende organisiert der kroatische Fußballverein Rijeka jedes Jahr seit 1969 das Internationale Jugendfußballturnier "Petar Radaković Memorial".
- Mit Gründung der Jugendschule NK Rijeka im Jahr 1972 trägt sie den Namen "Jugendfußballschule Petar Radaković".
- Im Mai 2012 schuf Armada Rijeka, die Fans von NK Rijeka, ihm zu Ehren ein Wandgemälde in der Nähe des Country Stadium.[8]